# Dactylochelifer kussariensis
Dactylochelifer kussariensis är en spindeldjursart som först beskrevs av Daday 1889.  Dactylochelifer kussariensis ingår i släktet Dactylochelifer och familjen tvåögonklokrypare.

## Underarter
Arten delas in i följande underarter:
- D. k. arenicola
- D. k. kussariensis